# Санеев, Борис Григорьевич
Бори́с Григо́рьевич Сане́ев (род. 18 апреля 1943 года, Новосибирская область) — советский и российский учёный в области энергетики, экономист, доктор технических наук, заслуженный деятель науки РФ (2011), лауреат премии имени Г. М. Кржижановского.

## Биография
Родился 18 апреля 1943 года в Новосибирской области.
В 1967 году окончил Новосибирский государственный университет, специальность экономист-математик.
Работает в Институте систем энергетики им. Л. А. Мелентьева СО РАН), пройдя путь от инженера, научного сотрудника до заведующего отделом, заместителя директора института.
Разработчик научных основ региональной экономической политики, концепций и альтернативных сценариев развития энергетики страны, Сибири и Дальнего Востока.
Осуществлял руководство от российской стороны российско-монгольским проектом «Комплексная программа научно-технического прогресса МНР до 2005 года». 

В 1993—1995 годах разрабатывал российско-японский проект «Комплексный план развития энергетики Восточной Сибири и Дальнего Востока».
Автор свыше 150 работ, в том числе 10 монографий, часть из них в соавторстве.

## Из библиографии
- Математические модели оценки инвестиционных проектов в энергетике : Понятия, определения и предварительные модели / С.О. Балышев, О.А. Балышев, Б.Г. Санеев ; Ин-т систем энергетики им. Л.А. Мелентьева СО РАН. - [препринт]. - Иркутск : ИСЭМ СО РАН им. Л.А. Мелентьева, 2004. - 53 с. : табл.
- Методы и модели разработки региональных энергетических программ : [Монография] / Б.Г. Санеев, А.Д. Соколов, Г.В. Агафонов и др. ; Отв. ред. Б.Г. Санеев ; СО РАН. Ин-т систем энергетики им. Л.А. Мелентьева. - Новосибирск : Наука, 2003 (Новосибирск : Сиб. изд-во "Наука"). - 136, [3] с. : ил., табл.; 22 см.; ISBN 5-02-032-038-2
- Региональные аспекты ветроэнергетики : монография / В. А. Стенников, В. Г. Курбацкий, Б. Г. Санеев [и др.] ; под ред. В. А. Стенникова, В. Г. Курбацкого; СО РАН, Институт систем энергетики им. Л. А. Мелентьева. - Новосибирск : СО РАН, 2020. - 295 с. : ил.; 25 см.; ISBN 978-5-6044348-8-8 : 300 экз.

Под его редакцией
- Малая энергетика Севера : Проблемы и пути развития / И.Ю. Иванова, Т.Ф. Тугузова, С.П. Попов, Н.А. Петров; Отв. ред. Б.Г. Санеев; Рос. акад. наук. Сиб. отд-ние. Ин-т систем энергетики им. Л.А. Мелентьева. - Новосибирск : Наука, 2002 (Сиб. издат. фирма Наука РАН). - 187 с. : ил., табл.; 25 см.; ISBN 5-02-031955-4

## Награды
- Медаль «За трудовую доблесть» — за участие в подготовке обосновывающих материалов к энергетической программе СССР
- Премия имени Г. М. Кржижановского (2006, совместно с Н. И. Воропаем, А. М. Клером) — за двухтомник «Энергетика XXI века»